# ستيفاني كلوسن
ستيفاني كلوسن (بالدنماركية: Stefanie Fryland Clausen)‏ هي غطاسة دنماركية، ولدت في 1 أبريل 1900 في كوبنهاغن في الدنمارك، وتوفيت في 2 أغسطس 1981 في Karlebo Kommune ‏ في الدنمارك.

## وصلات خارجية
- الموقع الرسمي
- ستيفاني كلوسن على موقع قاعة مشاهير السباحة العالمية (الإنجليزية)
- ستيفاني كلوسن على موقع اللجنة الأولمبية الدولية (الإنجليزية)
- ستيفاني كلوسن على موقع أوليمبيديا (الإنجليزية)